# Výjimečný stav v Kosovu (1989)
Výjimečný stav byl v Kosovu vyhlášen dne 28. února 1989. Vyhlásilo jej Předsednictvo Socialistické federativní republiky Jugoslávie v souvislosti s horšící se bezpečnostní situací na území jihosrbské autonomní oblasti. Výjimečný stav byl vyhlášen během probíhající Antibyrokratické revoluce, během níž došlo k změně politického vedení v Jugoslávii. 

## Průběh

### Vyhlášení
Výjimečný stav znamenal nasazení vojsk Jugoslávské lidové armády. Ta se velkém počtu rozmístila obrněnou techniku na území celého Kosova. Přestože deklarovaným cílem bylo zajistit řád a pořádek na území autonomní oblasti, ve skutečnosti se bělehradské politické vedení pokusilo zastavit stávku kosovských horníků, která získávala stále větší podporu místního obyvatelstva a hrozila, že pomůže popularizovat protisrbskou a protimiloševićovskou opozici, v jejímž čele stál Azem Vllasi. Kromě stávky horníků došlo k paralyzování kosovské ekonomiky, neboť se ke stávce připojovalo stále více továren a jiných provozů.
Předsednictvo SFRJ jednalo na mimořádném zasedání. Myšlenku vyhlášení výjimečného stavu, který by umožnil rychlé politické změny v kosovském vedení a ukončil stávku, nejprve navrhl Raif Dizdarević. Rozhodnutí o zavedení výjimečného stavu bylo přijato poté, co se diskutovalo i o dalších scénářích řešení. Sám Dizdarević byl toho názoru, že pokud k intervenci nedojde, budou představitelé Srbska toto vnímat jako prohru, a poté bude nezbytné uvést výjimečný stav v samotném Srbsku. Petar Gračanin Dizdareviće informoval o tom, že se 50 000 Srbů, kteří se v 80. letech vystěhovali z Kosova, chystalo získat zbraně a v případě vypuknutí chaosu zahájit na území jihosrbské provincie partyzánský boj.

### Průběh mimořádného stavu
Výjimečný stav v Kosovu znamenal omezení svobody pohybu, zákaz shromažďování, zákaz nočního vycházení apod. Předsednictvo SFRJ se snažilo zdůraznit, že vyhlášením výjimečného stavu nebude nijak dotčena autonomie Kosova. V den vyhlášení mimořádného stavu se v oblastech Jugoslávie, kde měli většinu Srbové, konaly velká shromáždění. Slobodan Milošević vystoupil v Bělehradě a prohlásil, že "srbský národ je hlavní silou i zárukou Kosova", a že "Srbský národ i se Stranou, nebo bez ní Kosovo ubrání." 
Přítomnost armády v nejchudší části Jugoslávie, kde většinové albánské obyvatelstvo dávalo dlouhodobě najevo svoji nespokojenost s poměry v regiony, vyvolala řadu demonstrací. Ty se pokoušela armáda zastavit silou. Dne 28. března 1989 zahájili vojáci palbu na demonstranty albánské národnosti a přes dvacet jich zabili. Následovaly útoky Albánců na Srby po celém Kosovu a v některých vesnicích v okolí Uroševace a dalších měst začali srbští ozbrojenci držet noční hlídky.
Během března 1989 probíhaly sporadické útoky mezi oběma etniky. Dne 17. března kdosi nasypal kamení na trati Kosovo Polje–Peć a způsobil havárii vlaku.
Dne 24. března se uskutečnily na území celého Kosova rozsáhlé demonstracie, vzhledem k tomu, že Skupština Srbska začala hlasování o nové ústavě Srbska v rámci Jugoslávie. O den dříve došlo k politickým změnám ve vedení předsednictva Kosova. Během přítomnosti vojska následně parlament autonomní oblasti odsouhlasil nové ústavní dodatky, podle nichž se název oblasti změnil na Kosovo a Metochie. Rovněž byly omezeny některé pravomoci kosovských úřadů a omezena tak autonomie, která byla fakticky odstraněna v roce 1990. 

### Odvolání
Výjimečný stav byl v Kosovu odvolán rozhodnutím předsednictva Srbska dne 19. dubna 1990. O den později byli z vězení propuštěni Azem Vllasi a Burhan Kavaja a další političtí představitelé SAP Kosovo, kteří ovládali danou oblast před vyhlášením výjimečného stavu. 